# Хмелево (гміна Пултуськ)
Хмелево (пол. Chmielewo) — село в Польщі, у гміні Пултуськ Пултуського повіту Мазовецького воєводства.
Населення — 207 осіб (2011).
У 1975-1998 роках село належало до Цехановського воєводства.

## Демографія
Демографічна структура станом на 31 березня 2011 року:
|          | Загалом | Допрацездатний вік | Працездатний вік | Постпрацездатний вік |
| -------- | ------- | ------------------ | ---------------- | -------------------- |
| Чоловіки | 100     | 21                 | 66               | 13                   |
| Жінки    | 107     | 25                 | 60               | 22                   |
| Разом    | 207     | 46                 | 126              | 35                   |